# Ода Хідекацу
Ода (Хасиба) Хідекацу (яп. 織田秀勝; 1567 - 29 січня 1586) — японський самурай періоду Сенгоку. Четвертий син знаменитого полководця-завойовника Оди Нобунаги.

## Біографія
У дитинстві Ода Хідекацу був усиновлений Тойотомі Хідейосі, одним з кращих воєначальників його батька Оди Нобунаги, і отримав нове прізвище — Хасіба Хідекацу (羽柴 秀勝). У 1582 році під час смерті свого батька Оди Нобунаги Хідекацу перебував у Кодзімі (провінція Бідзен). Тойотомі Хідейосі завітав Оді Хідекацу у володіння замок Камеяма в провінції Тамба (сучасна Камеока, префектура Кіото).
Незабаром після смерті Оди Нобунаги Хідекацу бився на боці свого прийомного батька Тойотомі Хідейосі проти бунтівного генерала Акеті Міцухіде в битві при Ямадзакі. У 1584 році на боці Тойотомі брав участь у битві з Токугавою Іеясу при Комакі і Нагакуте.
29 січня 1586 Ода (Хасіба) Хідекацу раптово помер у замку Камеяма. Вважається, що був убитий за наказом свого прийомного батька Тойотомі Хідейосі.

## Сім'я
- Батько: Ода Нобунага (1536-1582)
  - Прийомний батько: Тойотомі Хідейосі (1536-1598)
- Брати:
  - Ода Нобутада (1557-1582)
  - Ода Нобукацу (1558-1630)
  - Хасіба Хідекацу (1567-1585)
  - Ода Кацунага (1568-1582)
  - Ода Нобухіде (1571-1597)
  - Ода Нобутака (1576-1602)
  - Ода Нобуєсі (1573-1615)
  - Ода Нобусада (1574-1624)
  - Ода Нобуєсі (помер у 1609 році)
  - Ода Наґацугу (помер у 1600 році)
  - Ода Нобумаса (1554-1647)
- Сестри:
  - Токухіме (1559-1636)
  - Фуюхіме (1561-1641)
  - Хідеко (померла у 1632 році)
  - Ейхіме (1574-1623)
  - Хоонін
  - Санномарудоно (померла у 1603 році)
  - Цурухіме